# Bảo Long

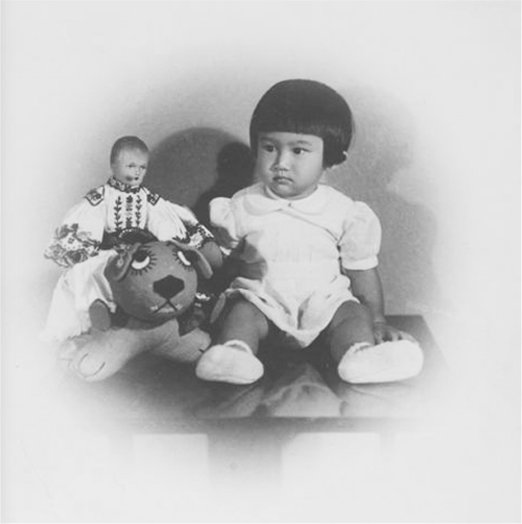
Bảo Long in seinem ersten Lebensjahr

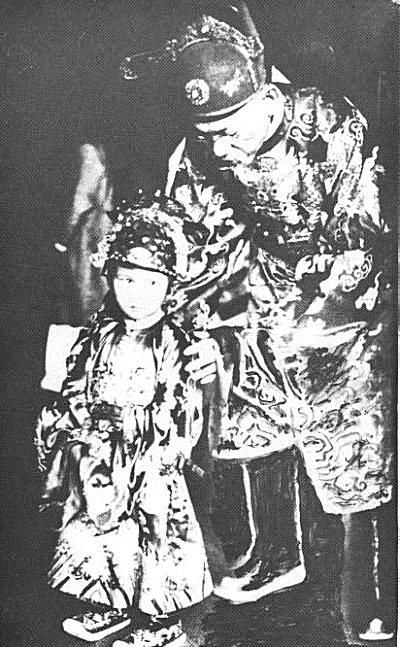
Kronprinz Bảo Long als Kind in zeremonieller Kleidung

Nguyễn Phúc Bảo Long (阮福保隆, * 4. Januar 1936 in Huế; † 28. Juli 2007 in Sens) war der letzte Kronprinz Vietnams. Er war der älteste Sohn von Kaiser Bảo Đại und gehörte der Nguyễn-Dynastie an.

## Leben
Bảo Long wurde Anfang 1936 als erstes Kind von Bảo Đại und dessen Hauptfrau Nam Phương im Kiến-Trung-Palast der Verbotenen Purpurfarbenen Stadt geboren.
Sein Vater saß zu diesem Zeitpunkt formal bereits seit zehn Jahren auf dem Thron Annams, hatte aber die meiste Zeit davon mit seiner Ausbildung in Frankreich verbracht. Aufgrund der französischen Kolonialherrschaft besaß er keinerlei politische Macht. 1934 hatte Bảo Đại die katholische Vietnamesin Marie-Thérèse Nguyễn Hữu Thị Lan geheiratet, die anlässlich der Hochzeit den Namen Nam Phương angenommen hatte. Wegen ihres Glaubens standen ihr die konfuzianischen Hofbeamten sowie die Bevölkerungsmehrheit feindselig gegenüber; aufgrund ihrer Ehe mit einem Nichtchristen hatte sich auch die katholische Gemeinschaft von ihr abgewandt. Da Bảo Đại bald zur traditionellen Polygamie zurückkehrte und Beziehungen mit weiteren Frauen einging, war die Ehe bereits nach kurzer Zeit zerrüttet.
Am 17. September 1938 wurde Prinz Bảo Long offiziell zum Thronfolger (Đông Cung Hoàng Thái tử) ernannt; am 7. März 1939 folgte im Cần-Chánh-Palast die feierliche Amtseinführung. 1945 wurde er Kronprinz des pro-japanischen gesamtvietnamesischen Kaiserreichs, das aber bereits nach einem halben Jahr von den Việt Minh abgeschafft wurde.
Die nach Indochina zurückkehrenden Franzosen suchten ab Ende 1945 nach einer vietnamesischen Führungspersönlichkeit, die als pro-französischer Gegenkandidat zu Hồ Chí Minh installiert werden sollte. Da der Favorit De Gaulles, der Ex-Herrscher Duy Tân, kurz zuvor ums Leben gekommen war, wurde auch der junge Bảo Long zwischenzeitlich in Betracht gezogen; die entsprechenden Pläne wurden allerdings aufgrund seines geringen Alters nicht weiter verfolgt. Stattdessen fiel die Wahl letzten Endes mangels Alternativen auf seinen Vater Bảo Đại, obwohl dieser als wenig geeignet galt und in der Bevölkerung keinen Rückhalt besaß. Mitte 1949 wurde Bảo Đại somit zum Staatsoberhaupt des Staates Vietnam ernannt.
Die Mutter hatte bereits 1947, nach dem Ausbruch des Indochinakrieges, mit Prinz Bảo Long und seinen vier jüngeren Geschwistern 1947 das Land verlassen und war nach Frankreich gezogen, wo die Familie im Château Thorenc bei Cannes lebte. Die Kinder nahmen auch den katholischen Glauben an, was christlich-monarchistische Kreise auf eine katholische Herrscherdynastie in Vietnam hoffen ließ. Bảo Long besuchte die École des Roches in der Normandie und studierte anschließend an der École libre des sciences politiques in Paris.
1953 nahm er als offizieller Repräsentant Vietnams an der Krönungszeremonie von Elisabeth II. teil. 1954 wurde er in Abwesenheit – er kehrte nach 1947 nie mehr in seine Heimat zurück – anlässlich seiner Volljährigkeit zum „Thronfolger“ des Staates Vietnam ernannt (obwohl es sich dabei nicht um eine Monarchie handelte). Die Teilung Vietnams infolge der Indochinakonferenz und die Absetzung seines Vaters im Jahr darauf durch Ngô Đình Diệm beendeten sämtliche Hoffnungen auf eine Restauration des vietnamesischen Kaisertums.
Bảo Long begann eine Militärkarriere in französischen Diensten: Nach dem Besuch der Offiziersakademie Saint-Cyr und der Kavallerieschule Saumur kämpfte er als Offizier des 1. Kavallerieregiments der Fremdenlegion im Algerienkrieg und wurde hier mehrfach ausgezeichnet. Er beendete seinen Kampfeinsatz im Rang eines Capitaine und wurde Mitglied der berühmten Reitschule Cadre Noir, bevor er nach etwa zehn Jahren aus dem Militär ausschied.
Anschließend ließ er sich im Raum Paris nieder und arbeitete als Investmentbanker. Er heiratete nie und blieb kinderlos, lebte aber eine Zeit lang in einer Beziehung mit der Designerin Isabelle Hebey. Mitte der 1990er-Jahre zog er nach London. Zu seinem Vater, der ebenfalls in Frankreich lebte, hatte er kein gutes Verhältnis. Nach dessen Tod 1997 folgte er ihm als Oberhaupt der kaiserlichen Dynastie nach.
Prinz Bảo Long war Träger zahlreicher Auszeichnungen; neben dem Orden des Drachen von Annam, dem Königlichen Orden von Kambodscha, dem Orden der Million Elefanten und des weißen Schirms sowie dem Nationalorden von Vietnam aus seiner Zeit als Kronprinz trug er auch das Croix de la Valeur militaire mit drei Sternen, die Nordafrika-Medaille sowie den französischen Nationalverdienstorden. Er starb im Jahr 2007 und wurde in Chabrignac (Limousin) neben seiner Mutter begraben.
Neues Familienoberhaupt wurde sein Bruder Bảo Thắng.